# Umettante
Un umettante è una sostanza igroscopica. È in genere una molecola con diversi gruppi idrofili, spesso gruppi ossidrilici, ma anche ammine e gruppi carbossilici, talvolta possono essere incontrati gruppi esterici; l'igroscopicità di un umettante nasce dalla possibilità di formare legami a idrogeno con l'acqua.
Poiché le sostanze igroscopiche assorbono acqua dall'aria, sono spesso usate per la disseccazione. Quando è usato come additivo per il cibo, l'umettante ha l'effetto di mantenere umido il genere alimentare. Gli umettanti sono usati anche come componenti per rivestimenti antistatici per la produzione di plastiche. Essi possono inoltre essere trovati in cosmetici quando si vuole mantenere una certa idratazione, fra cui troviamo gel idratanti ed anche lozioni per il corpo. Gli umettanti sono anche usati nella manifattura di alcune sigarette e prodotti a base di tabacco.
Esempi di umettanti sono la glicerina, il glicol propilenico (E1520) e il triacetato di glicerile (E1518). Altri possono essere i polioli come il sorbitolo (E420), lo xilitolo ed il maltitolo (E965), polioli polimerici come il polidestrosio (E1200), o estratti naturali come la quillaia (E999), l'acido lattico o l'urea.
Il cloruro di litio è un eccellente umettante, ma è tossico.